# Liste des édifices religieux de Perpignan
Cet article présente la liste des édifices religieux de Perpignan situés dans le département des Pyrénées-Orientales.
Note : cette liste n'est pas exhaustive.

## Catholique
- Cathédrale Saint-Jean-Baptiste, place Léon Gambetta.
- Église Saint-Jean-le-Vieux, impasse Cité Bartissol.
- Collégiale Notre-Dame-de-la Réal, rue de l'Église la Réal.
- Église Sainte-Thérèse, rue Hyacinthe Manera.
- Église Saint-François-d'Assise, rue Déodat de Sévérac.
- Église Saint-Gaudérique, rue Sant Vicenç.
- Église Saint-Jacques, rue de l'Église Saint-Jacques.
- Église Saint-Joseph, rue Joseph Cabrit.
- Église Saint-Martin, avenue Julien Panchot.
- Église Saint-Matthieu, rue Grande la Monnaie.
- Église Saint-Paul, rue de Saint-Nazaire.
- Église Saint-Vincent-de-Paul, avenue de Gérone.
- Église Saint-Christophe, rue de Torremila.
- Église Saint-Étienne d'Orla, avenue Julien Panchot- Rond-Point de Hambourg.
- Église Sainte-Marie-et-Saint-Pierre de Château-Roussillon, traverse de la Chapelle.
- Église couvent des Grands Carmes, rue de Carmes (vestiges).

## Chapelles
- Chapelle du Saint-Sacrement, rue François de Paule.
- Chapelle des Clarisses, rue du Général Deroja.
- Chapelle du Dévôt-Christ, rue Amiral Ribeil.
- Chapelle Saint-Jean-l'Évangéliste dite Funeraria, rue Amiral Ribeil.
- Chapelle de la Congrégation des Filles de Jésus, avenue Joffre.
- Chapelle du lycée Notre-Dame-de-Bon-Secours, avenue Julien Panchot.
- Chapelle Saint-Martin, rue Alart Julien Bernard.
- Chapelle Notre-Dame-des-Anges, rue Foch.
- Chapelle de la Miséricorde, avenue Victor Dalbiez.
- Chapelle haute Sainte-Croix du palais des rois de Majorque.
- Chapelle des Petites Sœurs des Pauvres, rue Jeanne Jugan.
- Chapelle Saint-Assiscle, rue Pascal Marie Agasse.
- Chapelle Saint-Jean-Paul II (Mas Ducup), allée des Chênes.
- Chapelle Saint-Joseph de Torremila, chemin de Saint-Estève.
- Chapelle Saint-Dominique du Tiers-Ordre ou chapelle Notre-Dame, place de la Révolution Française.
- Chapelle Santa Maria, place de la Révolution Française.
- Chapelle de l'ensemble scolaire Jeanne d'Arc, rue Frédéric Valette.
- Chapelle de l'institution Saint-Louis, avenue Albert Schweitzer.
- Chapelle du lycée Sainte-Louise Marcillac, avenue Victor Dalbiez.
- Chapelle Notre-Dame de Lourdes, rue Joseph Sauvy.
- Chapelle du prieuré Christ Roi, Fraternité Saint-Pie X, avenue Joffre.
- Chapelle du monastère Sainte-Claire, avenue Joffre.
- Chapelle du couvent des Minimes, rue François Rabelais.
- Chapelle de la rue des Bouilleuses.
- Chapelle de la place Manitas de Plata.
- Chapelle du centre hospitalier, avenue du Languedoc.
- Couvent des Carmes Déchaux Saint-Joseph, rue François Rabelais.
- Chapelle des Dames de Saint-Sauveur, impasse Émile Zola (Vestiges).

## Musulman
- Grande Mosquée, ancien chemin de Risevaltes.
- Mosquée, rue Joseph Bertrand.
- Mosquée, rue Maryse Hilsz.
- Mosquée, rue Mercé Rodoreda.
- Mosquée, rue Jacques Thibaud.
- Mosquée, rue des Grenadiers.
- Mosquée, place de la Lentilla.
- Mosquée, rue du Moulin Parès.
- Mosquée, rue de l'Anguille.
- Mosquée, avenue de Prades.
- Mosquée, rue Jean Cousin.

## Protestant/Évangélique
- Temple réformé, place Hyacinthe Rigaud dit le Vieux Temple.
- Église luthérienne et temple réformé, rue du Pontet de Bages.
- Église évangélique, boulevard des Pyrénées.
- Église adventiste, rue Antonio Vivaldi.
- Évangélique assemblée chrétienne Nouvelle Vie, avenue de Prades
- Église évangélique baptiste du centre, rue Léon Bourgeois.
- Église évangélique baptiste, rue Eugène Delacroix.
- Église néo-apostolique, rue Nicolas Guillaume Coustou.
- Église évangélique, place du Puig.
- Église évangélique, avenue du Languedoc.
- Église évangélique vie et lumière, rue des Remparts Saint-Jacques.
- Évangélique centre chrétien, rue Georges Braque.

### Mormon
- Église de Jésus-Christ des saints des derniers jours, rue Philippe Lebon.

### Témoins de jéhovah
- Salle du royaume, rue des Grillons.

## Israélite
- Synagogue, rue François Arago.
- Synagogue, rue de la Cloche d'Or.
- Synagogue Habad loubavitch, avenue Marcellin Albert.

### Orthodoxe
- Église du Saint-Esprit, rue Claude Monnet[1].